# Líšnice, Praha-západ
Líšnice là một làng thuộc huyện Praha-západ, vùng Středočeský, Cộng hòa Séc.